# BODY & SOUL (寺田恵子のアルバム)
『BODY & SOUL』（ボディ・アンド・ソウル）は、寺田恵子の1枚目のアルバム。

## 内容
- SHOW-YAから脱退した寺田のソロ・アルバム。12曲中7曲は共作を含む自作曲。最大のヒット・アルバムで唯一、10位以内に入った作品でもある。

## 収録曲
1. PARADISE WIND
作詞：安藤芳彦／作曲：Jimmy Johnson／編曲：是永巧一
2. ESCALATION
作詞：安藤芳彦／作曲：是永巧一・寺田恵子／編曲：是永巧一
3. EYES OF LOVE 
作詞：大津あきら／作曲・編曲：Jimmy Johnson
4. オーロラへのENDLESS WAY
作詞：大津あきら／作曲：Jimmy Johnson／編曲：斉藤英夫
5. UNDER THE MASK
作詞：安藤芳彦／作曲：寺田恵子／編曲：是永巧一
6. FOREVER DREAM
作詞：安藤芳彦／作曲：寺田恵子／編曲：是永巧一
7. BODY & SOUL
作詞：安藤芳彦／作曲：寺田恵子／編曲：是永巧一
8. SENTIMENTAL ALLEY
作詞：安藤芳彦／作曲：寺田恵子／編曲：是永巧一
9. 初心
作詞：安藤芳彦／作曲：Jimmy Johnson・寺田恵子／編曲：Jimmy Johnson
10. 瞳にもたれて
作詞：秋谷銀四郎／作曲：内池秀和／編曲：是永巧一
11. TOUCH
作詞：安藤芳彦／作曲：寺田恵子／編曲：是永巧一
12. NEVER ALONE
作詞：安藤芳彦／作曲・編曲：Jimmy Johnson

## 参加ミュージシャン
- 江口信夫 - ドラム
- 渡嘉敷祐一 - ドラム
- 是永巧一 - ギター
- 斉藤英夫 - ギター
- 中西康晴 - キーボード
- 松下誠 - コーラス